# Tiitsuotsa
Tiitsuotsa is een plaats in de Estlandse gemeente Saaremaa, provincie Saaremaa. De plaats heeft de status van dorp (Estisch: küla), maar had in 2011 nog maar 2 inwoners. In 2021 was het aantal inwoners ‘< 4’.
De plaats viel tot in oktober 2017 onder de gemeente Leisi. In die maand werd Leisi bij de fusiegemeente Saaremaa gevoegd.

## Geschiedenis
Tiitsuotsa werd in 1731 voor het eerst genoemd onder de naam Ustallo Thietz als boerderij op het landgoed van Karja. In 1922 werd de plaats genoemd als dorp. Tussen 1977 en 1997 viel Tiitsuotsa onder het buurdorp Pamma.